# 페르부쇼비사우루스

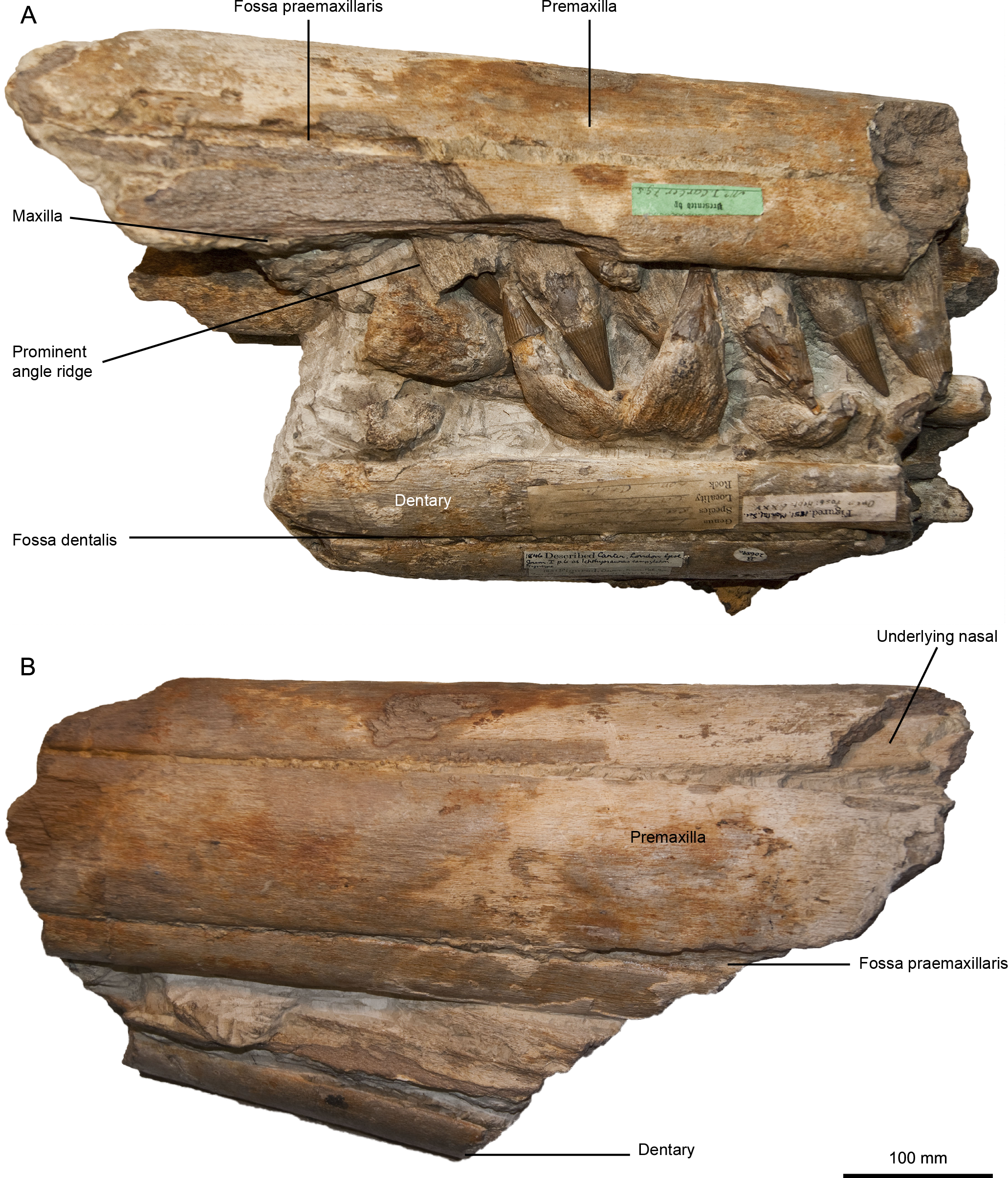

페르부쇼비사우루스(학명:Pervushovisaurus bannovkensis)는 어룡목 안공룡과에 속하는 어룡이다. 백악기 후기 세노마눔절에 러시아 및 영국에 살았다.

## 특징
페르부쇼비사우루스는 러시아 및 영국에 살았던 어룡이다. 몸길이가 5.8미터에 달하는 중형 어룡이었다. 오프탈모사우루스과의 어룡들 중에선 유일하게 백악기 후기에 서식했던 종이다. 그것은 부분적으로 확장된 두개골과 골반을 가지고 있으며 척추의 뼈가 매우 확장되어 있다. 다리는 지느러미의 형태로 변형되었으며 특히 가슴지느러미와 꼬리지느러미가 크다. 눈이 있던 부위도 매우 큰 뼈로 구성되어 있으며 생존했던 시기에는 큰 눈을 가진 어룡으로 생각되는 종이다. 넓게 확장된 주둥이에는 총 15~20개의 삼각형 톱니 모양을 가진 이빨을 가지고 있으며 이를 통하여 먹이를 사냥했을 것으로 보인다. 먹이로는 당대에 서식했던 물고기, 갑각류, 두족류를 잡아먹고 살았을 육식성의 포식자로 추정되는 종이다.

## 같이 보기
- 파충류
- 중생대
- 백악기
- 어룡
- 화석

1. 1 2  Fischer, Valentin; Arkhangelsky, Maxim S.; Naish, Darren; Stenshin, Ilya M.; Uspensky, Gleb N.; Godefroit, Pascal (2014). “Simbirskiasaurus and Pervushovisaurus reassessed: implications for the taxonomy and cranial osteology of Cretaceous platypterygiine ichthyosaurs”. 《Zoological Journal of the Linnean Society》 171 (4): 822–841. doi:10.1111/zoj.12158.
2. 1 2  Fischer, V. (2016). “Taxonomy of Platypterygius campylodon and the diversity of the last ichthyosaurs.”. 《PeerJ》 4: e2604. doi:10.7717/peerj.2604. PMC 5075704. PMID 27781178.
3. ↑  〈Mesozoic marine reptiles of Russia and other former Soviet Republics〉. 《The Age of Dinosaurs in Russia and Mongolia》. Cambridge, UK: Cambridge University Press. 2000. 187–210쪽.
4. ↑  McGowan, C.; Motani, R. (2003). “Ichthyopterygia”. 《Handbook of Paleoherpetology》 (Munich, Germany) 8: 175.
5. ↑  Zammit, M. (2012). “Cretaceous Ichthyosaurs: Dwindling Diversity, or the Empire Strikes Back?”. 《Geosciences》 2 (2): 187–210. doi:10.3390/geosciences2020011.
6. ↑  Arkhangel’sky, M. S. (1998). “On the Ichthyosaurian Genus Platypterygius”. 《Paleontological Journal》 32 (6): 611–615.